# Nectomys squamipes
La rata de agua brasileña (Nectomys squamipes) es una especie de roedor integrante del género Nectomys de la familia Cricetidae. Habita en el centro-este de Sudamérica.

## Taxonomía
Esta especie fue descrita originalmente en el año 1827 por el zoólogo Anton Brants, con el nombre de Mus squamipes, término específico relacionado con las patas escamosas que la distinguen.
Localidad tipo
La localidad tipo, restringida por Philip Hershkovitz en 1944, es: São Sebastião, estado de São Paulo, Brasil.
Relaciones taxonómicas
El taxón específico quedó restringido a su distribución sudeste, ya que anteriormente se incluyó en él otras formas que cubrían gran parte del norte y centro de Sudamérica hasta Colombia y Ecuador, las que fueron asignadas a otras especies.

## Distribución geográfica y hábitat
Esta especie es endémica del centro-este de Sudamérica, desde el sudeste de Brasil (desde Pernambuco por el norte hasta Río Grande del Sur por el sur), el oriente del Paraguay y el noreste de la Argentina, en la provincia de Misiones.
Este es un roedor insectívoro de hábitos semiacuáticos, el cual está fuertemente asociado a cursos de agua que discurren dentro de selvas tropicales y subtropicales atlánticas o paranaenses, en bajas altitudes y en serranías, ambientes que han sufrido alteraciones por desforestación y, en algunas partes, por contaminación.
Posee un peso importante para la familia (con promedios de 216 g) y una morfología de sus largas patas traseras, especialmente adaptadas para nadar con agilidad, al haber reducido sus talones y presentar pies palmeados parcialmente.

## Conservación
Según la organización internacional dedicada a la conservación de los recursos naturales Unión Internacional para la Conservación de la Naturaleza (IUCN), al no poseer mayores peligros y vivir en muchas áreas protegidas, la clasificó como una especie bajo “preocupación menor” en su obra: Lista Roja de Especies Amenazadas.